# Alba Torrens
Alba Torrens Salom (Binisalem, Mallorca, 30 de agosto de 1989) es una baloncestista española que actualmente está sin equipo tras abandonar la disciplina del Valencia Basket. Fue nombrada «Mejor Jugadora de Europa» en 2011 y 2014. Ocupa la posición de alero y es internacional absoluta con España desde 2008, y con ella se ha proclamado entre otros éxitos, bicampeona continental en 2013 y 2017, subcampeona mundial en 2014 y subcampeona olímpica en 2016.

## Trayectoria
Su trayectoria deportiva comenzó en el Bàsquet Inca, donde tras ver una gran progresión, se trasladó al San José Obrero y posteriormente al Segle XXI. Su debut en Liga Femenina lo hizo en 2006, tras fichar por el Real Club Celta de Vigo. En 2009 pasa al Avenida Salamanca, permaneciendo dos años hasta la histórica temporada 2010/11, en la que con Lucas Mondelo en el banquillo, lograron el doblete de campeonas de España y de Europa, además de ser nombrada por FIBA Europa, «Mejor Jugadora de Europa».
Tras su extraordinaria temporada en Salamanca y como mejor jugadora continental, Alba fichó en 2011 por el Galatasaray turco, una de las grandes potencias de clubes del baloncesto femenino europeo. Permaneció tres temporadas en Estambul, logrando su segunda Euroliga en 2014, año en que vuelve a ser nombrada «Mejor Jugadora de Europa». La siguiente temporada 2014/15, ficha por su actual club, el Ekaterimburgo ruso, dominador del baloncesto continental en el último lustro, con el que ha logrado otras cuatro Euroligas (2016, 2018, 2019 y 2021), seis en total.

## Selección nacional
Juveniles
Alba ha sido internacional en todas las categorías inferiores de la selección nacional. Entre sus logros se encuentran cuatro campeonatos de Europa consecutivos (cadetes:2004, 2005 y juveniles: 2006, 2007) y un subcampeonato sub-20 en 2009, siendo la MVP del torneo.
Absoluta
Debutó con la selección absoluta con sólo 19 años, en los Juegos Olímpicos de Pekín 2008. En el Mundial de Chequia 2010, España logró la medalla de bronce, primera presea mundialista para el baloncesto femenino español. En el Europeo de Francia 2013, se impusieron en la final a las anfitrionas por un punto, 70-69, con 24 puntos de Alba, logrando el segundo título continental para el baloncesto femenino español. Fue incluida en el quinteto ideal del campeonato.
En el Mundial de Turquía 2014, España alcanzó el subcampeonato. El conjunto español disputó la final en el «Ülker Sports Arena» de Estambul ante Estados Unidos (selección que en 20 años había sumado 81 victorias y una sola derrota). Las norteamericanas lideradas por Maya Moore (16 puntos en los dos primeros cuartos) se fueron al descanso con una ventaja de 20 puntos: 29-48. Finalmente el marcador, quedó en un 64-77. Alba Torrens y su compañera Sancho Lyttle fueron seleccionadas como parte del quinteto ideal del campeonato. Completaron esa formación Maya Moore, Brittney Griner y la australiana Penny Taylor.
En el Europeo de Hungría y Rumanía 2015, donde defendían el oro del año anterior. Tras pasar la primera y la segunda fase sin ninguna derrota (siendo las únicas del torneo en lograrlo), disputaron los cuartos de final ante Montenegro ganando por un ajustado 75-74 tras unos minutos finales de infarto, gracias a un 2+1 vital en los últimos segundos de Anna Cruz. Con esa victoria consiguieron también el pase al preolímpico de cara a los Juegos de Río 2016. En semifinales se cruzaron ante Francia que tomó revancha de la final de 2013, ganando por un también apretado 63-58, por lo que las chicas de Mondelo, no pudieron defender su oro. En la lucha por la medalla de bronce, España pasó claramente por encima de Bielorrusia ganando 74-58, subiendo otra vez al pódium y cosechando la tercera medalla consecutiva en los últimos tres campeonato disputados. Alba fue la máxima anotadora del campeonato con un total de 197 puntos, sumando un total de una media de 19.7 puntos por partido, 3.3 asistencias y 6.1 rebotes. Debido a su gran actuación, fue incluida en el Quinteto Ideal del Campeonato, además de ser la mayor anotadora de todo el evento con un total de 197 puntos (19.7 por partido).

## Clubes
| Club              | País    | Año       |
| ----------------- | ------- | --------- |
| Segle XXI         | España  | 2003-2006 |
| Real Club Celta   | España  | 2006-2009 |
| Avenida Salamanca | España  | 2009-2011 |
| Galatasaray       | Turquía | 2011-2014 |
| Ekaterimburgo     | Rusia   | 2014-2021 |
| Valencia Basket   | España  | 2022-2025 |

## Estadísticas

### Euroliga
|  | Denota temporadas en las que se proclama campeona de la Euroliga |

| Temporada | Equipo            | PJ  | MPP  | PPP  | RPP | APP |
| --------- | ----------------- | --- | ---- | ---- | --- | --- |
| 2009-10   | Avenida Salamanca | 15  | 24,4 | 7,5  | 3,4 | 2,4 |
| 2010-11   | Avenida Salamanca | 16  | 28   | 15,8 | 4,2 | 2,3 |
| 2011-12   | Galatasaray       | 9   | 25,1 | 14,7 | 2,8 | 2,3 |
| 2012-13   | Galatasaray       | 12  | 17,7 | 6,4  | 2,0 | 1,1 |
| 2013-14   | Galatasaray       | 17  | 29,4 | 13,7 | 3,8 | 2,8 |
| 2014-15   | Ekaterimburgo     | 16  | 23   | 9,7  | 3,6 | 3,1 |
| 2015-16   | Ekaterimburgo     | 16  | 21,8 | 8,4  | 3,6 | 2,5 |
| 2016-17   | Ekaterimburgo     | 18  | 19,5 | 8,3  | 2,6 | 2,9 |
| 2017-18   | Ekaterimburgo     | 18  | 27,5 | 9,4  | 7   | 3,3 |
| 2018-19   | Ekaterimburgo     | 16  | 25,3 | 9,6  | 5,7 | 3,7 |
| Total     |                   | 141 | 24,1 | 10,3 | 3,9 | 2,6 |

(Leyenda: PJ= Partidos jugados; MPP= Minutos por partido; PPP= Puntos por partido; RPP= Rebotes por partido; APP= Asistencias por partido)

## Palmarés

### Selección española
Absoluta
- Eurobasket 2013 ( Francia)
- Eurobasket 2017 ( República Checa)
- Mundial 2014 ( Turquía)
- Juegos Olímpicos de 2016 ( Río de Janeiro)
- Eurobasket 2023 ( Eslovenia– Israel)
- Eurobasket 2025 ( Alemania,  República Checa,  Grecia,  Italia)
- Eurobasket 2009 ( Letonia)
- Mundial 2010 ( República Checa)
- Eurobasket 2015 ( Rumania– Hungría)
- Mundial 2018 ( España)

Categorías inferiores
- Europeo U16 2004 ( Italia) – MVP
- Europeo U16 2005 ( Polonia)
- Europeo U18 2006 ( España)
- Europeo U18 2007 ( Serbia)
- Europeo U20 2009 ( Polonia) – MVP

### Clubes
Avenida Salamanca
- Euroliga (1): 2010/11
- Liga Femenina (1): 2010/11
- Supercopa de España (1): 2010

Valencia Basket
- Liga Femenina (2): 2022/23, 2023/24
- Copa de la Reina (1): 2023/24
- Supercopa de España (1): 2023

Galatasaray
- Euroliga (1): 2013/14
- Liga Turca (1): 2013/14
- Copa Turca (3): 2011/12, 2012/13, 2013/14
- Supercopa Turca (1): 2011

Ekaterimburgo
- Euroliga (4): 2015/16, 2017/18, 2018/19, 2020/21
- Supercopa de Europa (3): 2016, 2018, 2019
- Liga Rusa (7): 2014/15, 2015/16, 2016/17, 2017/18, 2018/19, 2019/20, 2020/21
- Copa Rusa (2): 2016/17, 2018/19

### Individual
- Mejor Jugadora Joven de Europa: 2009
- Mejor Jugadora de Europa: 2011 y 2014
- MVP Euroliga: 2010/11 y 2013/14
- MVP Eurobasket: 2017[12]
- MVP Europeo Sub-16: 2004
- MVP Europeo Sub-20: 2009
- Quinteto ideal Europeo: 2013, 2015 y 2017[13]
- Quinteto ideal Mundial: 2014[14][15]